# Norma Sueli
Norma Sueli, nome artístico de Nita de Araújo Santos (Ponte Nova, 26 de junho de 1934 – Rio de Janeiro, 14 de junho de 2005) foi uma cantora e atriz brasileira.

## Filmografia

### Televisão
| Ano  | Título    | Personagem         |
| ---- | --------- | ------------------ |
| 1967 | Rio OP 67 | —                  |
| 1975 | Senhora   | Neuza Ribeiro      |
| 1979 | Nina      | Sagrada            |
| 1987 | Helena    | Marquesa de Santos |

### Cinema
| Ano  | Título                                   | Personagem  |
| ---- | ---------------------------------------- | ----------- |
| 1957 | Canjerê                                  | Mocinha     |
| 1967 | Adorável Trapalhão                       | Beth        |
| 1970 | 24 Horas no Rio                          | Turista     |
| 1972 | Salve-se Quem Puder - Rally da Juventude | Marieta     |
| 1976 | O Sexo das Bonecas                       | Prostituta  |
| 1976 | O Esquadrão da Morte                     | Norma       |
| 1976 | O Vampiro de Copacabana                  | Ivone       |
| 1979 | Os Noivos                                | Dona Aurora |
| 1994 | Boca                                     | Mãe do Boca |

## No Teatro[5]
- 1965 - Música, Divina Música
- 1965 - Os Fantastikos
- 1966 - Onde Canta o Sabiá
- 1966 - Circo da Alegria
- 1967 - Sabiá 67
- 1969 - Vidrado
- 1970 - Tem Banana na Banda
- 1970 - Um Chá Maravilhoso
- 1971 - As Garotas da Banda
- 1971 - Tem Piranha na Lagoa
- 1972 - Independência ou Morte
- 1972 - O refém
- 1972/1973 - Bordel da Salvação
- 1973 - Missa Leiga
- 1973 - Greta Garbo, Quem Diria, Acabou no Irajá
- 1974 - O Ministro e a Vedete
- 1975/1976 - Gota d'Água
- 1984 - Tá Boa, Santa?
- 1996 - O Patinho Feio
- 2000 - Sequestro na Sauna
- 2004 - O Telescópio
- 2004 - A Revolução dos Beatos